# Церква Успіння Пресвятої Богородиці (Вербів)
Церква Успіння Пресвятої Богородиці у Вербові — парафія і храм греко-католицької громади Бережанського деканату Тернопільсько-Зборівської архієпархії Української греко-католицької церкви в селі Вербів Тернопільського району Тернопільської области.
Оголошена пам'яткою архітектури місцевого значення.

## Історія церкви
Сучасний храм був збудований у 1938 році за проєктом архітектора Лева Левинського. У травні того ж року його освятив єпископ Іван Бучко зі Львівської архієпархії.
Парафія завжди належала до УГКЦ, за винятком періоду з 1947 по 1989 роки, коли тут служили священники, підпорядковані РПЦ: о. Михайло Шеремета, о. Михайло Салевич та о. Михайло Немелівський.
Після Львівського псевдособору 1946 року о. Михайло Шеремета перейшов під крило Московського патріархату, але через погрози радянської влади змушений був залишити парафію. Лише після виходу УГКЦ з підпілля він отримав греко-католицьку парафію на Дрогобиччині.
Наприкінці 1980-х років православний священник о. Михайло Немелівський разом з усіма парафіянами повернувся до структури УГКЦ.
У 1998 році відбулася єпископська візитація владики Зборівської єпархії Михаїла Колтуна. У 2007 році парафію відвідав владика Тернопільсько-Зборівської єпархії Василій Семенюк.
При парафії діють братство Матері Божої Неустанної Помочі, Марійська та Вівтарна дружини.
На території є сім кам'яних пам'ятників священникам, фігури святої Анни та Богородиці, а також храмовий і місійний хрести.
Збереглися стародруки: «Ірмологіон», «Трефологіон», «Тріфдіон», «Часослов», «Осмогласник».
У церкві є велике скульптурне розп'яття Ісуса Христа, яке стало основою експозиції музею Переслідуваної Церкви в Бережанах, засновником якого був о. Михайло Немелівський.
Парафія володіє храмом та парафіяльним будинком.

## Парохи
- о. Анатолій Городоцький (1702—1709),
- о. Григорій Бугеревич (1763—1803),
- о. Йосиф Кужмінський (1803—1821),
- о. М. Лотоцький (1821—1846),
- о. Іван Квасніцький (1846—1862),
- о. М. Паліка (1862—1880),
- о. Іван Івасечко (1880—1891),
- о. Теофіль Любинецький (1891—1904),
- о. Василь Кушнір (1904—1944),
- о. Михайло Шеремета (1944—1964),
- о. Михайло Салевич (1964—1966),
- о. Михайло Немелівський (1968—2002),
- о. Михайло Бугай (2002—2006),
- о. Микола Габоряк (2006—2010),
- о. Олег Дідух (2010—2011),
- о. Віталій Івашук(з 2 серпня 2011).